# 澎湖水族館
澎湖水族館，全名澎湖海洋生物研究中心附屬水族館，是一間位於臺灣澎湖縣白沙鄉的水族館，於1998年開業，在2016年以前。一樓展示區劃分為沿岸生態、珊瑚礁生態以及大洋生態三個展示區，二樓則作為海洋漁業、水產養殖、海洋生態等不定期展出的特展專區，自2016年之後更改二樓展題，包含小丑魚生能水母生態，海馬生態，特展區，寶寶房及觸摸體驗區。

## 沿革
澎湖水族館的前身由臺灣省水產試驗所澎湖分所（今農業部水產試驗所澎湖漁業生物研究中心）經籌備所規劃，該水族館於1993年選址於白沙鄉岐頭村的白沙繁殖場，斥資7億新臺幣進行新建建築工程，並於1998年4月正式開幕，其定位是發揮科學研究與觀光遊憩的多樣化功能。
2002年，澎湖水產試驗分所和澎湖水族館合併為「澎湖海洋生物研究中心」，並開始籌建「國家水產生物種原庫澎湖支庫」。2004年，水族館引進民間投資促進參與，先後由南仁湖企業和大東山希望天地公司經營。然而，由於民間養殖專業人才不足，水族館的營運狀況逐漸下滑。2014年底，大東山公司主動申請解約後，水族館宣告休館。此後，水族館歷經兩次委外招商，但均告失敗。
經水試所努力邀請以大型水族館維生系統專業之博成科技有限公司評估投資及經營本水族館，2017年4月23日，博成科技轉投資公司澎博海洋科技有限公司在公告評選後取得水族館經營權並簽約以ROT模式經營，分二期工程進行，總投資額至少為9000萬元進行整修改建，第一期工程於2018年六月底完工，並自8月15日起試營運，澎湖水族館於2019年4月4日舉辦重新開幕儀式,二期工程內容包含水族館展題更新及空間重置，海洋環境教育場域計劃及修改白沙養殖溫室等內容，工期較長，自2017年與一期工程同步進行，到2024年6月底前全部完工。

## 設施
水族館是一座兩層樓建築，主要展示以白沙鄉為中心，半徑800公里內的臺灣海峽及南中國海中的海洋生物。目前，館內展示的海洋生物種類達152種，數量近1600尾。
一樓設有海濱展示區、礁岩展示區和大洋展示區，區塊間設有拱型海底隧道，每個展示區的入口均設有視聽室。二樓則設有水產研究展示區、專題展示水槽、視聽中心以及一座觸摸池。此外，館內每日上、下午各安排兩場餵魚秀，讓遊客觀賞。

## 外部連結
- 官方网站
- 澎湖水族館的Facebook專頁